# Jean-Marie Cols
Jean-Marie Cols, dit Didi, né le 22 juillet 1946, est un ancien pilote de rallyes belge de l’arrondissement verviétois.

## Biographie
Après des débuts professionnels pour la marque Fiat au garage Renier de Dison son diplôme d'HEC en poche, "Didi" Cols est désormais concessionnaire automobile à Verviers (licence Fiat (marque de ses succès)-Alfa Romeo-Lancia), et possède lui-même des garages automobiles, dont le Didi Motors de Chaineux.
Il a remporté le dernier rallye du Tour de Belgique disputé, avec Alain Lopes sur Fiat 124 Abarth, en 1974 (épreuve dont la première édition s'est déroulée en 1948, et dont une partie se passait sur circuit, à la façon de la Targa Florio), le Rallye du Condroz-Huy en 1976 avec Willy Lux sur Fiat 131 Abarth, ainsi que le classement général du Tour de Luxembourg en 1980 avec Pauly sur Fiat 131 Abarth (avec le classement Grand Tourisme Spéciales).
Il est l'un des anciens Présidents de Federauto (Union des concessionnaires automobiles belges).
Son fils Larry Cols, né le 05/04/1975, fut également champion de Belgique de la discipline en 2007.

## Palmarès

### Titres
- Champion de Belgique des rallyes dits " Internationaux" (soit la 1re Division) : 1980 (sur Fiat 131 Abarth);
- Champion de Belgique des rallyes "Nationaux" (soit la 2e Division) : 1981, toujours (sur Fiat 131 Abarth).

Ses copilotes furent : Alain Lopes, Willy Lux, et André Pauly.

## Distinctions
- Award Special Federauto en 2011 pour sa carrière sportive et professionnelle.